# LYPD1
LYPD1 (англ. LY6/PLAUR domain containing 1) – білок, який кодується однойменним геном, розташованим у людей на короткому плечі 2-ї хромосоми.  Довжина поліпептидного ланцюга білка становить 141 амінокислот, а молекулярна маса — 15 240.
| 10         |  | 20         |  | 30         |  | 40         |  | 50         |
| ---------- |  | ---------- |  | ---------- |  | ---------- |  | ---------- |
| MWVLGIAATF |  | CGLFLLPGFA |  | LQIQCYQCEE |  | FQLNNDCSSP |  | EFIVNCTVNV |
| QDMCQKEVME |  | QSAGIMYRKS |  | CASSAACLIA |  | SAGYQSFCSP |  | GKLNSVCISC |
| CNTPLCNGPR |  | PKKRGSSASA |  | LRPGLRTTIL |  | FLKLALFSAH |  | C          |

A: Аланін

C: Цистеїн

D: Аспарагінова кислота

E: Глутамінова кислота

F: Фенілаланін

G: Гліцин

H: Гістидин

I: Ізолейцин

K: Лізин

L: Лейцин

M: Метіонін

N: Аспарагін

P: Пролін

Q: Глутамін

R: Аргінін

S: Серин

T: Треонін

V: Валін

W: Триптофан

Задіяний у такому біологічному процесі як альтернативний сплайсинг. 
Локалізований у клітинній мембрані, мембрані.